# Catoria sublavaria
Catoria sublavaria är en fjärilsart som beskrevs av Achille Guenée 1857. Catoria sublavaria ingår i släktet Catoria och familjen mätare. Inga underarter finns listade i Catalogue of Life.